# Nabočany
Nabočany är en ort i Tjeckien.   Den ligger i regionen Pardubice, i den centrala delen av landet, 110 km öster om huvudstaden Prag. Nabočany ligger 253 meter över havet och antalet invånare är 121.
Terrängen runt Nabočany är platt.Runt Nabočany är det ganska tätbefolkat, med 80 invånare per kvadratkilometer. Närmaste större samhälle är Pardubice, 13,3 km nordväst om Nabočany. I omgivningarna runt Nabočany växer i huvudsak blandskog.